# Nupshamrane
Nupshamrane är en bergstopp i Antarktis. Den ligger i Östantarktis. Norge gör anspråk på området. Toppen på Nupshamrane är 1 008 meter över havet, eller 13 meter över den omgivande terrängen. Bredden vid basen är 0,36 km.
Terrängen runt Nupshamrane är platt åt nordost, men åt sydväst är den kuperad. Trakten är glest befolkad. Närmaste befolkade plats är Sarie Marais, 19,5 km öster om Nupshamrane. 